# 克萊爾蒙特鎮區 (伊利諾伊州里奇蘭縣)
克萊爾蒙特鎮區（英語：Claremont Township）是位於美國伊利諾伊州里奇蘭縣的一個行政鎮區。

## 地方資料
根據2010年美國人口普查的數據，克萊爾蒙特鎮區的面積為114.30平方千米，當中陸地面積為114.20平方千米，而水域面積為0.10平方千米。當地共有人口385人，而人口密度為每平方千米3.37人。